# Resolució 279 del Consell de Seguretat de les Nacions Unides
La Resolució 279 del Consell de Seguretat de les Nacions Unides, aprovada per unanimitat el 12 de maig de 1970, és la resolució aprovada més curta del Consell de Seguretat amb sol 14 paraules; diu simplement «Exigeix la immediata retirada de totes les forces armades d'Israel del territori libanès»